# Günter Radtke (Schriftsteller, 1925)
Günter Radtke (* 23. April 1925 in Berlin) ist ein deutscher Schriftsteller.

## Leben
Günter Radtke nahm als Soldat am Zweiten Weltkrieg teil. Danach war er als Kaufmann und Journalist tätig. Seit 1965 ist er freier Schriftsteller. Er lebt in Rottach-Egern. 
Günter Radtke ist Verfasser von Romanen, Erzählungen, Aphorismen und Gedichten. 
Günter Radtke ist seit 1983 Mitglied des PEN-Zentrums Deutschland. Er erhielt u. a. 1973 den Georg-Mackensen-Literaturpreis, 1979 das
Märkische Stipendium für Literatur sowie 1993 den Kogge-Literaturpreis.

## Werke
- Fluchtlinien. München 1966.
- Die Kreidestimmen sind verbraucht. München 1967.
- Davon kommst du nicht los. München 1972.
- Die dünne Haut der Luftballons. Stuttgart 1975.
- Der Krug auf dem Weg zum Wasser. Stuttgart 1977.
- Glück aus Mangel an Beweisen. Stuttgart 1978.
- Suchen, wer wir sind. München 1980.
- Gedanken zum Selbermachen. Gerlingen 1987.
- mit Dieter Röttger: Wolkenlandschaften. Freiburg i.Br. 1988.
- Nicht so ernst wie es ist. Gerlingen 1990.
- Notizen zur greifbaren Nähe. Stuttgart 1993.